# Allard-Joseph de Saint-Vaast
Allard Joseph Ghislain de Saint-Vaast (Roermond, 31 augustus 1761 - Brussel, 27 augustus 1829) was een Zuid-Nederlands edelman.

## Geschiedenis
- Pierre de Saint-Vaast werd in 1593 door het graafschap Artesië erkend als van adellijke afkomst.
- Alard de Saint-Vaast werd in 1669 benoemd tot raadsheer in de Grote Raad van Mechelen, met automatische verheffing in de erfelijke adel, voor zoveel nodig.
- Pierre de Saint-Vaast ontving in 1767 van keizerin Maria Theresia de titel baron, overdraagbaar bij eerstgeboorte.

## Levensloop
Allard de Saint-Vaast was een kleinzoon van Pierre de Saint-Vaast (hierboven). Hij was een zoon van Augustin de Saint-Vaast, heer van Denterghem en van Thérèse van Cannart d'Hamale, vrouwe van Massenhoven en Waterhoven. Augustin was advocaat bij de Grote Raad van Mechelen en luitenant van het Feodale Hof van Brabant.
Allard trouwde in 1788 met Henriette Gaillard (1765-1847), dochter van een luitenant-kolonel in het regiment Los Rios. Vermoedelijk was Allard officier in dit regiment. Het echtpaar woonde in Bergen en ze kregen twee zoons en twee dochters, maar geen van hen trouwde of had afstammelingen.
In 1817, onder het Verenigd Koninkrijk der Nederlanden, werd hij erkend in de erfelijke adel, met de titel baron, overdraagbaar bij eerstgeboorte en met benoeming in de Ridderschap van de provincie Zuid-Brabant. 
In 1871 doofde de familie uit, bij het overlijden van zijn dochter, barones Leopoldine de Saint-Vaast (1790-1871).